# E3 Harelbeke 1994
De E3 Harelbeke 1994 is de 37e editie van de wielerklassieker E3 Harelbeke en werd verreden op 26 maart 1994. Andrei Tchmil kwam na 206 kilometer als winnaar over de streep.

## Uitslag
| Plaats  | Naam                | Ploeg                           | Tijd     |
| ------- | ------------------- | ------------------------------- | -------- |
| Winnaar | Andrei Tchmil       | Lotto                           | 5u15’30” |
| 2       | Vjatsjeslav Jekimov | WordPerfect                     | + 8”     |
| 3       | Silvio Martinello   | Mercatone Uno-Medeghin          | + 10”    |
| 4       | Johan Museeuw       | GB-MG Boys Maglificio-Technogym | z.t.     |
| 5       | Gianluca Bortolami  | Mapei-CLAS                      | z.t.     |
| 6       | Jo Planckaert       | Novemail-Histor-Laser Computer  | z.t.     |
| 7       | Fabio Baldato       | GB-MB Boys Maglificio-Technogym | z.t.     |
| 8       | Steve Bauer         | Motorola                        | z.t.     |
| 9       | Tristan Hoffman     | TVM-Bison Kit                   | z.t.     |
| 10      | Olaf Ludwig         | Team Telekom                    | z.t.     |